# Wielkomorszcz gruszkonośny
Wielkomorszcz gruszkonośny, morzypławiec gruszkonośny (Macrocystis pyrifera) - wielki glon morski z gromady brunatnic. Plecha składa się z bardzo długiej części łodygokształtnej (kauloidu), złożonej z wyrastających z niej na całej prawie długości "liści" części liściokształtnej (fylloidu), oraz złożonej z korzeniopodobnych chwytników części chwytnikowej (stopki, ryzoidu), którą wielkomorszcz przytwierdza się do podłoża. "Ogonki liściowe" mają gruszkowate zgrubienia (stąd nazwa gatunkowa), będące w rzeczywistości pęcherzami pławnymi, umożliwiającymi plechom zachowanie pozycji pionowej lub unoszenie się na powierzchni wody. Wielkomorszcz gruszkonośny to jeden z gatunków tworzących lasy wodorostów. Na Nowej Zelandii jest jednym z glonów najczęściej używanych jako nawóz.

## Galeria

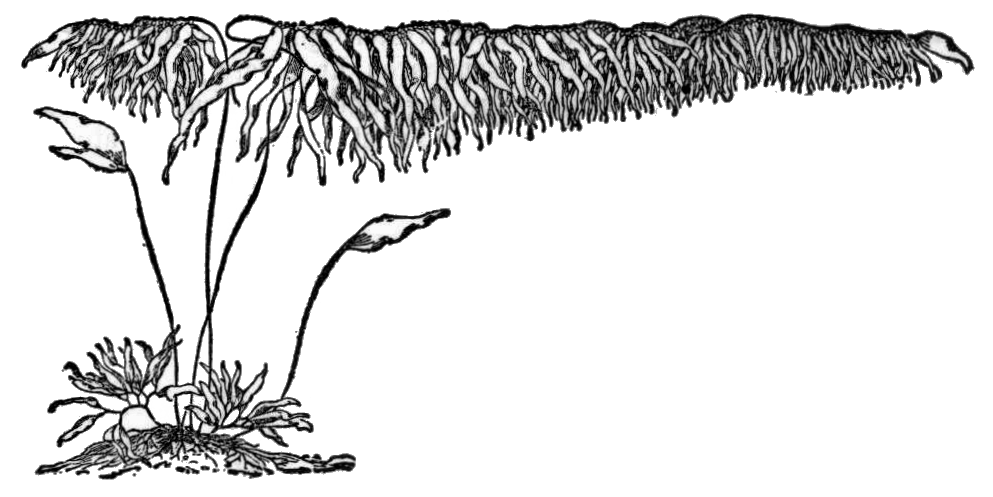
Pokrój okazu, rosnącego w dość płytkiej wodzie
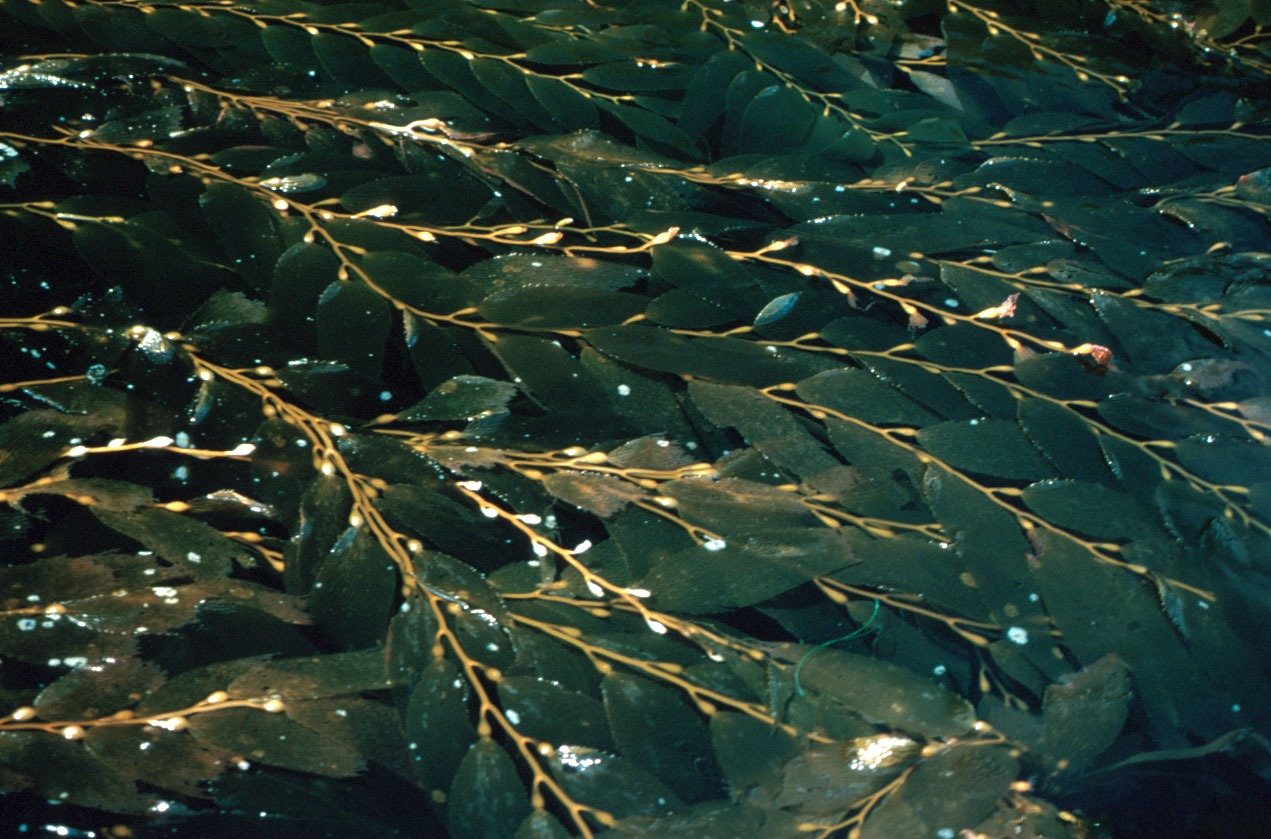
"Pędy" wielkomorszczu, unoszące się na powierzchni
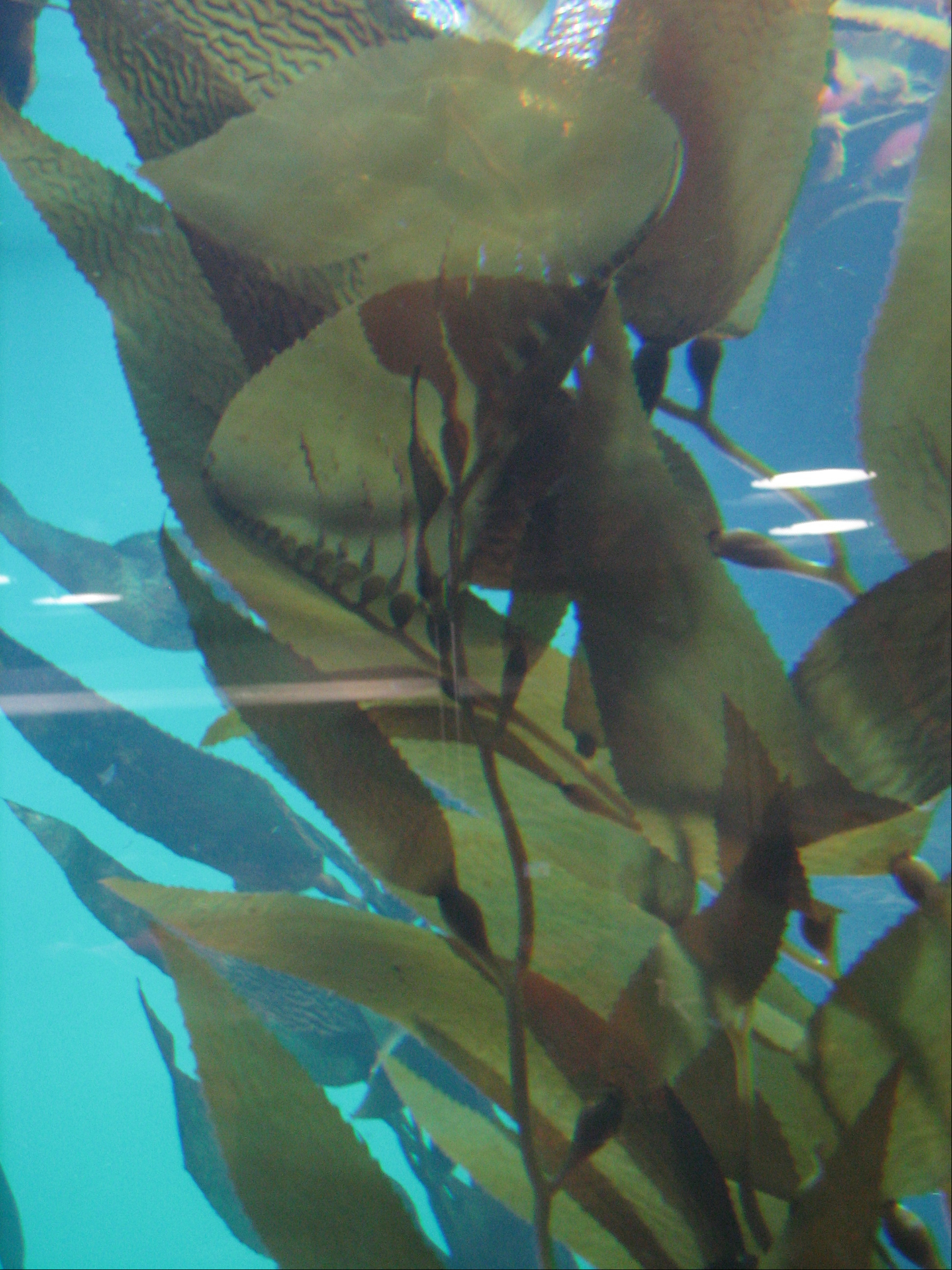
Rosnący wierzchołek plechy. Widoczna część łodygo- i liściokształtna oraz gruszkowate pęcherze pławne
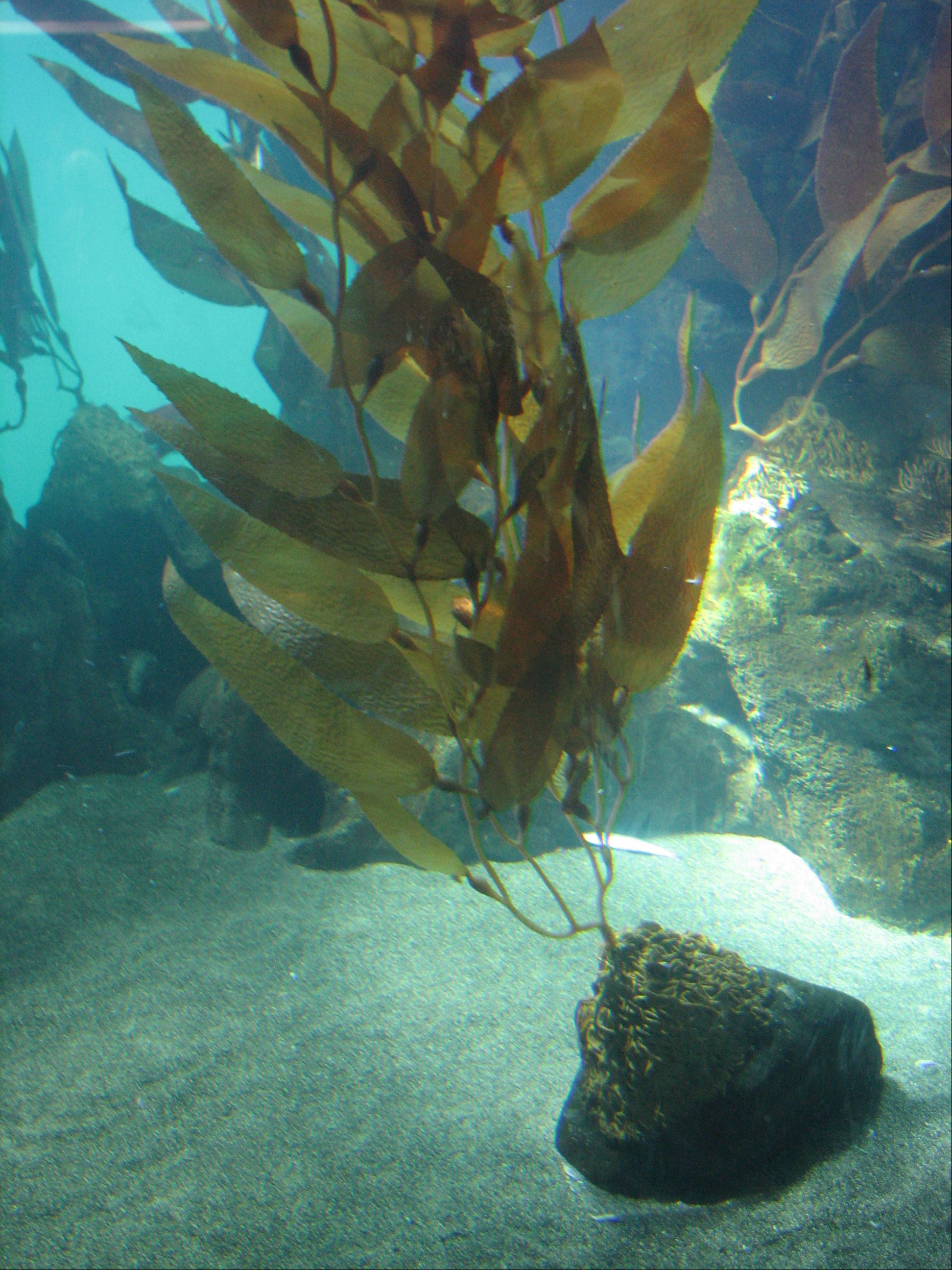
Część chwytnikowa małego okazu
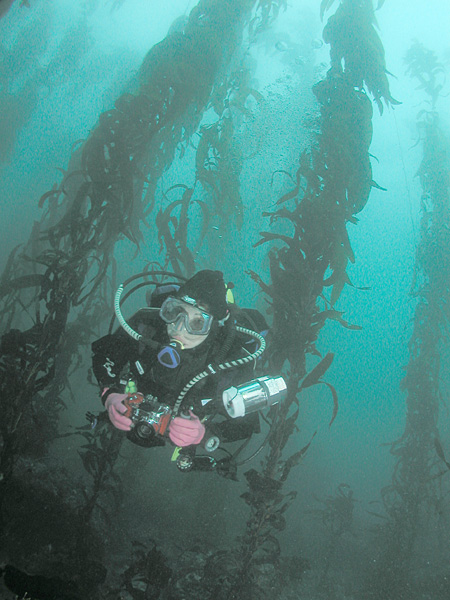
Nurek w  wielkomorszczowym lesie podwodnym
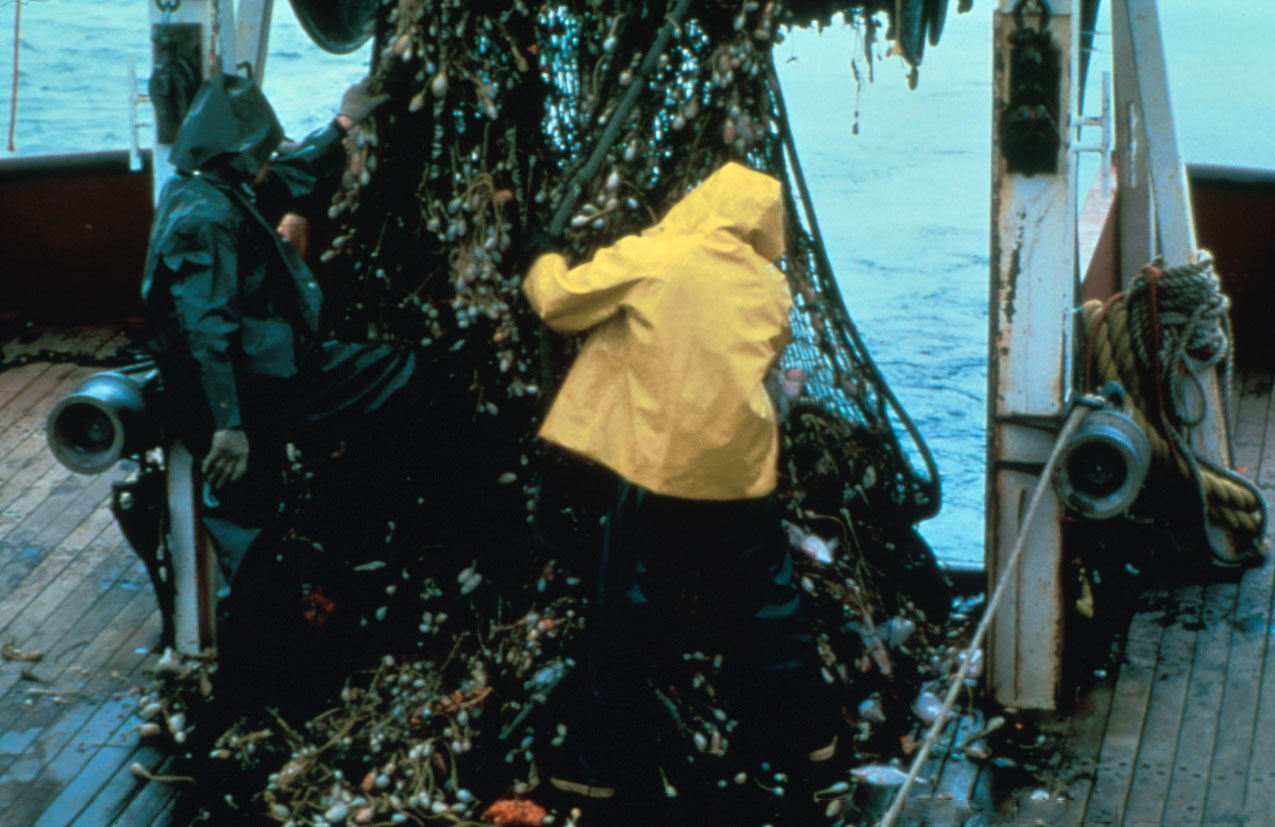
Zbiór wielkomorszczu